# Abdulla Jihad

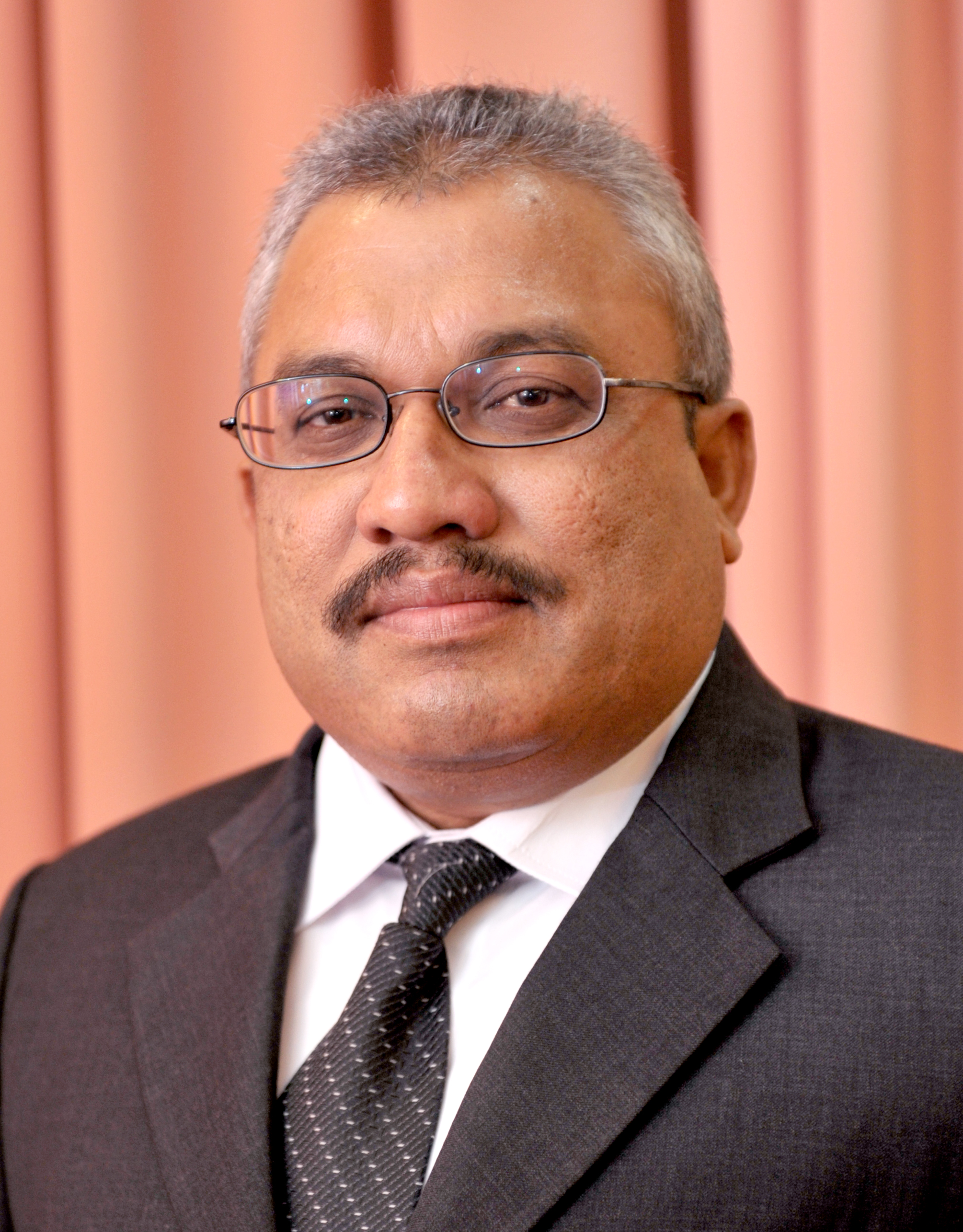
Abdulla Jihad

Abdulla Jihad (geb. 3. Januar 1964 in Thinadhoo, South Huvadhu-Atoll) ist ein Politiker der Malediven. Er war vom 22. Juni 2016 bis 17. November 2018 Vizepräsident der Malediven und diente davor als Finanzminister.

## Leben
Abdulla Jihad wurde am 3. Januar 1964 auf Thinadhoo im South Huvadhoo Atoll geboren. Er studierte an der University of Waikato, Neuseeland, wo er einen Master of Management Studies in Economics erwarb. Er hat auch einen Bachelor of Arts in economics/management der University of the South Pacific, Fidschi.
Jihad trat 1980 in den Dienst der Regierung. Zunächst befristet als Mitarbeiter des Audit Office. Dann wurde er angestellt als Governor of Maldives Monetary Authority (2007–2008), Mitglied der Civil Service Commission und unter Präsident Maumoon Abdul Gayoom erstmals Minister of Finance and Treasury (15. Juli 2008–11. November 2008). Dese Position übte er auch in der Verwaltung von Präsident Abdulla Yameen Abdul Gayoom aus. Ebenso wie unter Präsident Mohamed Waheed Hassan Manik (5. März 2012–17. November 2013). Vom 22. Juni 2016 bis 17. November 2018 war er Vizepräsident der Republik Malediven.

## Familie
Jihad ist verheiratet mit Asima Hussein. Sie haben 3 Kinder.